# Almeida Garrett
João Baptista da Silva Leitão de Almeida Garrett (Porto, 4 febbraio 1799 – Lisbona, 9 dicembre 1854) è stato uno scrittore portoghese del periodo romantico.

## Biografia
Figlio di António Bernardo da Silva Garrett e di Ana Augusta de Almeida Leitão, lo scrittore trascorse parte dell'infanzia in Portogallo ma, quando le truppe napoleoniche invasero il paese, dovette rifugiarsi con la famiglia nelle isole Azzorre (ad Angra do Heroísmo).  Nelle Azzorre si occupò della sua istruzione lo zio Dom Alexandre da Sagrada Família, vescovo di Angra. Nel 1818 si stabilisce a Coimbra dove studia diritto. In quello stesso anno pubblica O Retrato de Vénus, lavoro che gli costa un processo per "materialismo ateo e immorale" e nel quale si firma per la prima volta con il nome d'arte Almeida Garrett.
Nel 1820 partecipa alla Rivoluzione Liberale portoghese e nel 1823 viene esiliato in Inghilterra. Si sposa con Luísa Midosi, in seguito si trasferisce in Francia dove scrive Camões (1825) e Dona Branca (1826). Nel 1826 può far ritorno in Portogallo, dove soggiorna per due anni fino alla salita al trono del re Michele, che ristabilisce nel paese un regime dispotico di tipo assolutista (1828). È così costretto a riparare per la seconda volta in Inghilterra dove, quello stesso anno, pubblica Adozina e Catão.
Tra il 1828 e il 1834 Almeida Garrett, insieme ad Alexandre Herculano e Joaquim António de Aguiar, prende parte all'"atterraggio di Mindelo", nel corso delle guerre liberali portoghesi che si concludono con l'istituzione della monarchia costituzionale.

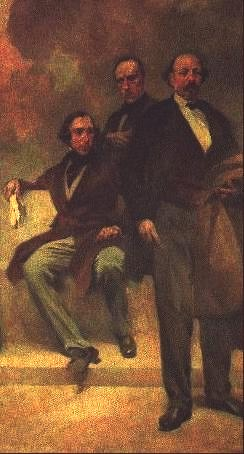
Columbano Bordalo Pinheiro, "Almeida Garrett, Alexandre Herculano e José Estêvão Coelho de Magalhães", quadro del 1926 esposto presso la Sala dos Passos Perdidos, Palazzo di São Bento.

La Scuola superiore di teatro e del cinema presso l'Istituto Politecnico di Lisbona ha ereditato l'esperienza didattica di Teatro del Conservatorio Nazionale, fondato da Almeida Garrett, nel 1836.
Negli ultimi anni di vita lo scrittore si può così dedicare completamente all'attività letteraria che raggiunge il suo punto più alto con la pubblicazione di quello che è considerato il suo capolavoro: l'opera teatrale Frei Luís de Sousa (1843). Nella sua Memoria, anteposta all'opera, espone la sua idea di teatro: il recupero dei miti autoctoni lusitani, la rottura delle unità aristoteliche di luogo e tempo, l'impegno del teatro a favore del cittadino. Infatti Frei Luis de Sousa, ambientato nel '500 durante il dominio castigliano, richiama il mito del sebastianismo: il re che parte in guerra e finisce disperso, ma potrebbe ritornare per salvare il Portogallo e dargli lustro in tutto il mondo. Nel caso di Frei Luis de Sousa c'è però un ribaltamento: il re D. Joao sembra disperso in guerra e Dona Madalena si risposa con D. Manuel de Sousa trascorrendo tredic'anni con lui e avendo una figlia. D. Joao al suo ritorno non solo è autorizzato a riprendersi il trono, ma costringe Manuel e la moglie a prendere i voti (lui diventa Frei Luis de Sousa), e nel finale muore la loro figlia.
Al 1846 risale Viagens na Minha Terra (Viaggi nella mia terra - Tuga Edizioni, 2015 - ISBN 978-88-99321-03-1. Traduzione di Federico Giannattasio) opera di genere misto molto importante per l'identità nazionale portoghese, che racconta il viaggio dell'autore nel Portogallo dell'epoca; si tratta di un paesaggio interiorizzato, da cui scaturiscono molti episodi storici o fantastici legati a tematiche che l'autore vuole esprimere: la violenza della guerra (storia di un amore immaginario tra Carlos e Joaninha, ambientato durante la guerra civile), la derisione del romanzo gotico, il parassitismo dei frati (fra' Dinis).
Nel 1841 gli viene conferito il titolo nobiliare di "Visconte di Almeida Garrett". Muore di cancro nel 1854.